# Papilionanthe greenii
Papilionanthe greenii är en orkidéart som först beskrevs av William Wright Smith, och fick sitt nu gällande namn av Leslie Andrew Garay. Papilionanthe greenii ingår i släktet Papilionanthe och familjen orkidéer.
Artens utbredningsområde är Bhutan. Inga underarter finns listade i Catalogue of Life.